# Comté de Providence
Le comté de Providence est un comté de l'État de Rhode Island. Rhode Island ne compte en fait aucun comté, et ce découpage a uniquement une vocation géographique et statistique. La population du comté était de 660 741 habitants au recensement de 2020 pour une superficie de 1 070 km2, soit une densité moyenne de 618 hab/km2.
La ville principale est Providence.

## Géographie

### Comtés voisins
| Comté de Worcester (Massachusetts) |                     | Comté de Norfolk (Massachusetts) |
| Comté de Windham (Connecticut)     | comté de Providence | Comté de Bristol (Massachusetts) |
|                                    | Comté de Kent       | Comté de Bristol                 |

## Villes du comté
- Burrillville
- Central Falls
- Cranston
- Cumberland
- East Providence
- Foster
- Glocester
- Johnston
- Lincoln
- North Providence
- North Smithfield
- Pawtucket
- Providence
- Scituate
- Smithfield
- Woonsocket